# Hwang Woo-yea
Hwang Woo-yea (em coreano: 황우여, Hanja: 黃祐呂; nascido em 3 de agosto de 1947) é um jurista, político e ex-presidente do Partido Saenuri coreano. A partir de 2012 Hwang representa o eleitorado centrado no distrito de Yeonsu, Incheon, na Assembleia Nacional da Coreia do Sul.
Hwang estudou direito na Universidade Nacional de Seul. Ele foi juiz em tribunais em Seul e outras jurisdições na Coreia do Sul antes de entrar na política. Hwang foi eleito para o círculo eleitoral que representa cinco vezes.
Em 2016, Hwang ficou em terceiro lugar na lista Rainbow Vote dos 22 políticos mais homofóbicos. Ele é bem conhecido por seu papel como presidente da reunião do Comitê Nacional de Oração do Café da Manhã e como um dos principais arquitetos das legislações anti-gay na Coreia. Em 2014, ele participou da organização da Agência Internacional de Solidariedade para Parar a Homossexualidade Global, uma colaboração entre evangélicos coreanos e seus homólogos no Haiti.

## Educação
- Graduado pela Escola Nacional Incheon Songnim
- Graduado pela Incheon Middle School
- Graduação do Colégio Jaemulpo
- L.L.B Faculdade de Direito, Universidade Nacional de Seul
- Mestrado em Estudos Constitucionais, Universidade Nacional de Seul
- Doutor em Estudos de Constituição, Universidade Nacional de Seul